# ルパート・ジュリアン
ルパート・ジュリアン（Rupert Julian, 1879年1月25日 - 1943年12月27日）は、ニュージーランド出身のアメリカ合衆国の俳優、映画監督、脚本家、映画プロデューサーである。

## 人物・略歴
1879年（明治12年）1月25日、ニュージーランドのファンガロアに「トーマス・パーシヴァル・ヘイズ」（Thomas Percival Hayes）として生まれる。
最初のキャリアは、生誕の地であるニュージーランド、そしてオーストラリアでの舞台出演や映画出演であった。1911年（明治44年）にアメリカ合衆国に移民し、ユニバーサル・フィルム・マニュファクチュアリング・カンパニー（現在のユニバーサル・ピクチャーズ）でサイレント映画の俳優としてのキャリアを開始する。
1915年（大正4年）に監督に転向し、妻のエルシー・ジェーン・ウィルソンをしばしば演出した。1916年（大正5年）に設立されたユニバーサル社の子会社ブルーバード映画で監督した映画は、衣笠貞之助ら初期の日本映画の作り手に影響を与えた。
1923年（大正12年）、エリッヒ・フォン・シュトロハイムが更迭された『メリー・ゴー・ラウンド』を完成させた。1924年（大正13年）にはロン・チェイニー主演の『オペラの怪人』を監督したが、1925年の公開直前に降板した。スタジオは映画完成のために他の監督を雇い、エンディングを変えた。
トーキーの登場とともに仕事が減少し、1930年（昭和5年）に『猫は這い寄る』、『愛の訪れ』を発表したのを最後にキャリアは途絶えた。
1943年（昭和18年）12月27日、カリフォルニア州ロサンゼルス市ハリウッドで死去した。満64歳没。死因は不明。同州グレンデールのフォレスト・ローン・メモリアル・パークに眠る。

## おもなフィルモグラフィ
特筆以外は監督作である。
- 『恨の歌』 Naked Hearts : 主演ゾーイ・レイ、1916年
- 『愛の決闘』 Bettina Loved a Soldier : 主演ルイズ・ラヴリー、1916年
- 『黒猫』 The Evil Women Do : 主演エルシー・ジェーン・ウィルソン、1916年
- 『勇敢なる喇叭卒』 The Bugler of Algiers : 主演エラ・ホール、1916年
- 『クリスマス・カロル』 The Right to Be Happy : 1916年 - 監督・主演
- 『誕生日』 The Gift Girl : 主演ルイズ・ラヴリー、1917年
- 『山の想出』 A Kentucky Cinderella : 1917年 - 監督・主演
- 『故郷の母』 Mother o' Mine : 1917年 - 監督・主演
- The Mysterious Mr. Tiller : 1917年 - 監督・主演
- 『谷の小家』 The Desire of the Moth : 主演ルース・クリフォード、1917年
- 『旅の女』 The Door Between : 主演ルース・クリフォード、1917年
- 『長恨歌』The Savage : 主演ルース・クリフォード、1917年
- 『森の朝』 Hands Down : 主演モンロー・ソールズベリー、1918年
- 『飢たる眼』 Hungry Eyes : 1918年 - 監督・主演
- Midnight Madness : 主演ルース・クリフォード、1918年
- 『青春の焔』 Fires of Youth : 主演ルース・クリフォード、1918年
- 『長者海賊』 The Millionaire Pirate : 主演モンロー・ソールズベリー、1919年
- 『メリー・ゴー・ラウンド』 : 監督エリッヒ・フォン・シュトロハイム、1923年 - 共同監督
- 『ベン・ハー』 : 監督フレッド・ニブロ、1925年 - 大衆モブシーンエキストラ出演
- 『オペラの怪人』 : 主演ロン・チェイニー、1925年
- 『愛の訪れ』 : 主演ビーブ・ダニエルズ、1930年
- 『猫は這い寄る』 : 主演ヘレン・トゥウェルヴトゥリーズ、1930年

## 関連事項
- ファンガロア （en:Whangaroa）
- エルシー・ジェーン・ウィルソン （en:Elsie Jane Wilson）
- en:Forest Lawn Memorial Park, Glendale

## 註
1. ↑  『わが映画の青春 - 日本映画史の一側面』、衣笠貞之助、中公新書、1977年、p.26-27.
2. ↑  『日本映画発達史 I 活動写真時代』 、田中純一郎、中公文庫、1975年12月10日 ISBN 4122002850, p.257-261.